# Nolan Bušnel
Nolan K. Bušnel (енгл. Nolan K. Bushnell), rođen 5. februara 1943, američki je inženjer, nekadašnji pionir u izradi video-igara. i tvorac prve komercijalno prodavane arkadne video-igre Computer Space. Osnivač je kompanije Atari Inc. i lanca restorana Chuck E. Cheese's.
On je zaslužan za Bušnelov zakon, aforizam o igrama koje se „lako naučiti a koje je teško savladati“ koje su nagrađivane.

## Lični život
Bušnel je rođen 1943. u Klirfildu, Juta, u porodici srednje klase koja je bila član Crkve Isusa Hrista svetaca poslednjih dana. Upisao se na Državni univerzitet Jute 1961. godine da bi studirao inženjerstvo, a zatim i biznis. Godine 1964. prelazi na Koledž inženjeringa Univerziteta Juta (U of U), gde je diplomirao elektrotehniku. Bio je član bratstva Pi Kapa Alfa. Bio je jedan od mnogih studenata informatike 1960-ih koji su igrali Svemirski rat!, igru od istorijskog značaja na DEC mejnfrejm računarima.
Oženio se svojom prvom ženom, Polom Rošel Nilson, 1966. godine i imao dve ćerke. Godine 1969, preselili su se u Kaliforniju. Razveli su se 1975. godine, neposredno pre nego što je Varner Komunikešon kupio Atari. Krajem 1977. oženio se Nensi Nino, sa kojom je imao šestoro dece. Takođe je iskoristio svoj profit od prodaje Atarija Vorneru da kupi bivšu vilu magnata kafe Džejmsa Folgera u Vudsajdu u Kaliforniji.
Iako je u mladosti bio pripadnik svetaca poslednjih dana (ili mormon), u vreme svog prvog razvoda odrekao se učenja, te je često nazivan „otpadničkim mormonom“. Rekao je da je prestao da praktikuje veru nakon što je ušao u debatu o tumačenju Biblije sa profesorom na Institutu za religiju na koledžu u Juti.

## Poslovna karijera

### Rana karijera i sizigija
Bušnel je radio u zabavnom parku Lagun dugi niz godina dok je pohađao koledž. Postavljen je za menadžera odeljenja za igre dve sezone nakon početka. Dok je tamo radio, upoznao se sa arkadnim elektro-mehaničkim igrama kao što je trkačka igra Čikago koin Spidvej (1969), gledajući kako se kupci igraju i pomažući u održavanju mašinerije dok je učio kako ona funkcioniše, razvijajući svoje razumevanje o tome kako se posluje igrama. Takođe su ga zanimale arkadne igre Midvaj, gde bi kupci tematskih parkova morali da iskoriste veštinu i sreću da bi na kraju postigli cilj i osvojili nagradu. Dopao mu se koncept da se ljudi zainteresuju za igru i odatle nateraju da plate naknadu da bi igrali.
Dok je bio na koledžu, radio je za nekoliko poslodavaca, uključujući Liton sisteme za navođenje i kontrolu, Hadlej Ltd, i odeljenje industrijskog inženjeringa na U of U. Tokom nekoliko leta je izgradio sopstvenu reklamnu kompaniju, Kampus kompaniju, koja je proizvodila blotere za četiri univerziteta i prodavali reklamni prostor u kontekstu kalendara događaja. Takođe je prodavao primerke Enciklopedije Amerikana.
Nakon što je diplomirao, Bušnel se preselio u Kaliforniju iz Jute u nadi da će ga Dizni zaposliti, ali kompanija nije imala rutinsku praksu zapošljavanja novih diplomaca. Umesto toga, Bušnel je dobio posao kao elektroinženjer u Ampeksu.  U Ampeksu je upoznao kolegu Teda Dabnija i otkrio da imaju zajedničke interese. Bušnel je sa Dabnijem podelio svoje ideje o stvaranju picerija ispunjenih elektronskim igricama, i odveo Dabnija u računarske laboratorije u Laboratoriji za veštačku inteligenciju Stenforda da mu pokaže svemirski rat.
Godine 1969. Bušnel i Dabni su osnovali Sizigi sa namerom da proizvedu klon Svemirskih ratova poznat kao Komputerski svemir. Dabni je napravio prototip, a Bušnel je nastojao da ga promoviše, tražeći proizvođača. Sklopili su sporazum sa Nutting Associates, proizvođačem trivijalnosti sa novčićima i igara sa pucanjem, koji su proizveli ormarić od fiberglasa za jedinicu koja je uključivala mehanizam za utor za novčiće.
Komputerski svemir je bio komercijalni neuspeh, iako je prodaja premašila 3 miliona dolara. Bušnel je smatrao da Nutting Associates nisu dobro reklamirali igru, i odlučio je da će njegova sledeća igra biti licencirana sa većim proizvođačem. Bušnel je takođe znao da će sledeća igra koju su razvili morati da bude jednostavnija i da neće zahtevati od korisnika da čitaju uputstva na ormanu, pošto će njihova ciljna publika verovatno biti pijani gosti barova.

### Atari, Inc.
Godine 1972. Bušnel i Dabni su krenuli sami, i saznali da je u upotrebi naziv „Sizigi”; Bušnel je rekao u različitim vremenima da ga je koristila kompanija za sveće u vlasništvu hipi komune Mendokino i kompanija za izradu krovova. Umesto toga, inkorporirani su pod imenom Atari, referenca na poziciju nalik na ček u igri Go (koju je Bušnel nazvao svojom „omiljenom igrom svih vremena“).
Iznajmili su svoju prvu kancelariju na Skot bulevaru u Sanivejlu u Kaliforniji, sklopili ugovor sa preduzećem Bali manufakčuring da kreiraju igru za vožnju i angažovali svog drugog zaposlenog, inženjera Alana Alkorna. Bušnel je prvobitno želeo da razvije igru sličnu Čikago koinovom Spidveju, koja je u to vreme bila najprodavanija elektro-mehanička igra u njegovoj arkadi.
Nakon što je Bušnel prisustvovao demonstraciji Magnavok Odiseje u Berlingejmu u Kaliforniji, dao je Alkornu zadatak da pretvori Magnavok tenisku igru u kovaničnu verziju kao probni projekat. Rekao je Alkornu da pravi igru za Dženeral elektrik, kako bi ga motivisao, ali je u stvari planirao da jednostavno odbaci igru. Alkorn je ugradio mnoštvo svojih poboljšanja u dizajn igre, kao što je ubrzanje lopte što je igra duže trajala, i Pong je rođen. Pong se pokazao veoma popularnim; Atari je izdao veliki broj arkadnih video igara zasnovanih na Pongu u narednih nekoliko godina kao oslonac kompanije. Nakon objavljivanja Ponga, Bušnel i Dabni su se posvađali: Dabni je osećao da ga Bušnel gura na stranu, dok je Bušnel smatrao da Dabni koči kompaniju od većeg finansijskog uspeha. Bušnel je kupio Dabnijev udeo u Atariju za 250.000 dolara 1973. godine.

## Literatura
- Atari Inc. - Business is Fun, by Curt Vendel, Marty Goldberg (2012)  0985597402
- Zap: The Rise and Fall of Atari, by Scott Cohen (1984)  0-7388-6883-3
- Gaming 101: A Contemporary History of PC and Video Games, by George Jones (2005)  1-55622-080-4
- The Ultimate History of Video Games: From Pong to Pokémon—The story Behind the Craze That Touched Our Lives and Changed the World, by Steven L. Kent (2001)  0-7615-3643-4
- High Score!: The Illustrated History of Electronic Games, by Rusel DeMaria, Johnny L. Wilson (2003)  0-07-223172-6
- The First Quarter, by Steven L. Kent

## Spoljašnje veze
- Nolan Bushnell: A Life in Video Games, filmed BAFTA event
- San Jose Mercury News Podcast Interview with Bushnell
- Podcast Interview Nolan Bushnell on "We Talk Games." [Timecode, 00:38:05].
- The Dot Eaters entry Архивирано на веб-сајту  (5. април 2016) on Bushnell and Atari
- An interview with Bushnell
- Discovery Channel Interview with Bushnell
- gigaom.com Архивирано на веб-сајту  (21. септембар 2013) on Bushnell and NeoEdge Networks
- Nolan Bushnell Keynote Address at Game Based Learning 2009, London, March 2009
- An interview Архивирано на веб-сајту  (11. септембар 2013) with Bushnell on The BusinessMakers Show
- quotes.nobosh.com Nolan Bushnell Quotes
- Nolan Bushnell with Leo Laporte on TWiT -Triangulation No.60 (video and audio - Wed July 11, 2012 - duration 87 minutes)
- Nolan Bushnell with Dr. Jeremy Weisz on InspiredInsider -Bushnell Opens up about Low Times and Proud Moments(video and audio duration 12 minutes)
- „How I Built This / Atari & Chuck E. Cheese's: Nolan Bushnell”. Архивирано из оригинала 13. 03. 2017. г. Приступљено 30. 07. 2022. (audio interview)
- https://web.archive.org/web/20160611120837/http://finance.yahoo.com/news/mgt-appoints-nolan-bushnell-board-130000055.html